# Wädäfit Gäsgeshi Wudd Ennate Ityop’ya
Wädäfit Gäsgeshi Wudd Ennate Ityop'ya (amharisch ወደፊት ገስግሺ ውድ እናት ኢትዮጵያ ‚Marschiere voran, liebe Mutter Äthiopien‘) ist die Nationalhymne von Äthiopien. Sie wurde nach dem Machtwechsel 1992 angenommen und löste die Hymne Ityopya, Ityopya, Ityopya kidemi ab.

## Amharischer Originaltext
የዜግነት ክብር በኢትዮጵያችን ፀንቶ

ታየ ህዝባዊነት ዳር እስከዳር በርቶ

ለሰላም ለፍትህ ለህዝቦች ነፃነት

በእኩልነት በፍቅር ቆመናል ባንድነት

መሰረተ ፅኑ ሰብዕናን ያልሻርን

ህዝቦች ነን ለስራ በስራ የኖርን

ድንቅ የባህል መድረክ ያኩሪ ቅርስ ባለቤት

የተፈጥሮ ፀጋ የጀግና ህዝብ እናት

እንጠብቅሻለን አለብን አደራ

ኢትዮጵያችን ኑሪ እኛም ባንቺ እንኩራ።

## Transkription
Yäzegennät Keber Bä – Ityopp’yachchen S’änto

Tayyä Hezbawinnät Dar Eskädar Bärto.

Läsälam Läfeteh Lähezboch Näs’annät.

Mäsärätä S’neu Säbe’enan Yalsharen;

Hezboch Nän Läsera Bäsera Yänoren.

Denq Yäbahel Mädräk Yä’akuri Qers Baläbet;

Yätäfät’ro S’ägga Yäjägna Hezb Ennat;

Ennet’äbbeqeshallän Alläbben Adära;

Ityopp’yachchen nuri Ennam Banchi Ennekura!

## Deutsche Übersetzung
Wachsam achten wir der äthiopischen Bürgerrechte.

Der Stolz auf die Nation leuchtet übers ganze Land:

Für Frieden, Recht und Freiheit des Volkes.

In Gleichheit und Liebe sind wir vereint.

Fest auf unseren Gründerwerten stehend, achten wir die Menschenwürde;

Unsere Völker wirken durch ihre Arbeit.

Wir stehen auf dem Boden einer glorreichen Tradition, Hüterin unseres Erbes,

Mutter der Reinheit der Natur, Mutter eines mutigen Volkes.

Wir erfüllen unsere Pflicht: Wir schützen dich.

Unser Äthiopien, es lebe! Wir sind stolz auf dich!